# Hydractinia multitentaculata
Hydractinia multitentaculata är en nässeldjursart som först beskrevs av Wilfrid Arthur Millard 1975.  Hydractinia multitentaculata ingår i släktet Hydractinia och familjen Hydractiniidae. Inga underarter finns listade i Catalogue of Life.